# ON THE RADIO (小柳ゆきの曲)
「ON THE RADIO」（オン・ザ・レイディオ）は、小柳ゆきの14枚目のシングル。2003年3月5日発売。発売元はワーナーミュージック・ジャパン。

## 解説
シングルとしては「Lovin' You」より約5ヶ月振りとなる。

## 収録曲
1. ON THE RADIO
作詞、作曲：Donna Summer and Giorgio Moroder/編曲：TATOO
2. Cross Colors
作詞：小柳ゆき/作曲：原一博/編曲：TATOO
3. Cross Colors -70 S floor mix-
4. ON THE RADIO -Instrumental-
5. Cross Colors -Instrumental-

## 収録アルバム
ON THE RADIO
- 『Type』
- 『MY ALL <YUKI KOYANAGI SINGLES 1999-2003>』
- 『KOYANAGI the DISCO』
- 『THE BEST OF YUKI KOYANAGI ETERNITY 〜15th Anniversary〜』

Cross Colors
- 『Type』